# Glyphodes perspicualis
Glyphodes perspicualis là một loài bướm đêm trong họ Crambidae.